# Seznam vítězů diamantové ligy v běhu na 100 m
Toto je seznam vítězů diamantové ligy v běhu na 100 m.

## Celkoví vítězové
| Muži                 | Muži              |
| -------------------- | ----------------- |
| Diamantová liga 2010 | Tyson Gay         |
| Diamantová liga 2011 | Asafa Powell      |
| Diamantová liga 2012 | Usain Bolt        |
| Diamantová liga 2013 | Justin Gatlin     |
| Diamantová liga 2014 | Justin Gatlin     |
| Diamantová liga 2015 | Justin Gatlin     |
| Diamantová liga 2016 | Asafa Powell      |
| Diamantová liga 2017 | Chijindu Ujah     |
| Diamantová liga 2018 | Christian Coleman |
| Diamantová liga 2019 | Noah Lyles        |
| Diamantová liga 2020 | bez vítěze        |
| Diamantová liga 2021 | Fred Kerley       |
| Diamantová liga 2022 | Trayvon Bromell   |
| Diamantová liga 2023 | Christian Coleman |
| Diamantová liga 2024 | Ackeem Blake      |
| Diamantová liga 2025 | bude oznámeno     |

| Ženy                 | Ženy                          |
| -------------------- | ----------------------------- |
| Diamantová liga 2010 | Carmelita Jeterová            |
| Diamantová liga 2011 | Carmelita Jeterová            |
| Diamantová liga 2012 | Shelly-Ann Fraserová-Pryceová |
| Diamantová liga 2013 | Shelly-Ann Fraserová-Pryceová |
| Diamantová liga 2014 | Veronica Campbellová-Brownová |
| Diamantová liga 2015 | Shelly-Ann Fraserová-Pryceová |
| Diamantová liga 2016 | Elaine Thompsonová            |
| Diamantová liga 2017 | Elaine Thompsonová            |
| Diamantová liga 2018 | Murielle Ahouréová            |
| Diamantová liga 2019 | Dina Asherová-Smithová        |
| Diamantová liga 2020 | bez vítěze                    |
| Diamantová liga 2021 | Elaine Thompsonová            |
| Diamantová liga 2022 | Elaine Pryceová               |
| Diamantová liga 2023 | Shericka Jacksonová           |
| Diamantová liga 2024 | Julien Alfredová              |
| Diamantová liga 2025 | bude oznámeno                 |